# كارلو ماتوتشي
كارلو ماتوتشي (21 يونيو 1811 - 25 يونيو 1868) هو فيزيائي وفزيولوجيا عصبية إيطالي كان رائدًا في دراسات علم التأثيرات الكهربائية الحيوية. 

## تعليمه
ولد كارلو ماتوتشي في فورلي بمقاطعة رومانيا (منطقة)، درس الرياضيات في جامعة بولونيا من عام 1825 إلى 1828 وحصل على درجة الدكتوراة في عام 1829.

## روابط خارجية
- كارلو ماتوتشي على موقع الموسوعة البريطانية (الإنجليزية)